# NGC 6842
NGC 6842 је планетарна маглина у сазвежђу Лисица која се налази на NGC листи објеката дубоког неба.
Деклинација објекта је + 29° 17' 23" а ректасцензија 19h 55m 2,3s. Привидна величина (магнитуда) објекта NGC 6842 износи 13,1 а фотографска магнитуда 13,6. NGC 6842 је још познат и под ознакама PK 65+0.1, Sh2-95, CS=16.0.